# Iwan Łomajew
Iwan Dmitrijewicz Łomajew (ros. Иван Дмитриевич Ломаев; ur. 21 stycznia 1999 w Gurjewsku) – rosyjski piłkarz grający na pozycji bramkarza. Od 2020 jest zawodnikiem klubu Krylja Sowietow Samara.

## Kariera klubowa
Swoją karierę piłkarską Łomajew rozpoczął w klubie Czertanowo Moskwa. W 2015 roku został zawodnikiem pierwszego zespołu. 30 maja 2016 zadebiutował w nim w Wtoroj diwizion w zremisowanym 1:1 wyjazdowym meczu z Lokomotiwem Liski. W sezonie 2017/2018 awansował z Czertanowem do Pierwyj diwizion. W Czertanowie grał do sezonu 2019/2020.
31 lipca 2020 Łomajew został zawodnikiem Krylji Sowietow Samara, do której przeszedł za kwotę 250 tysięcy euro. Swój debiut w tym klubie zaliczył 9 września 2020 w wygranym 1:0 wyjazdowym meczu z Czertanowem Moskwa. W sezonie 2020/2021 wywalczył z Krylją Sowietow awans do Priemjer-Ligi.
| Sezon   | Klub                   | Kraj  | Rozgrywki        | Mecze | Gole |
| ------- | ---------------------- | ----- | ---------------- | ----- | ---- |
| 2015/16 | Czertanowo Moskwa      | Rosja | Wtoroj diwizion  | 1     | 0    |
| 2016/17 | Czertanowo Moskwa      | Rosja | Wtoroj diwizion  | 15    | 0    |
| 2017/18 | Czertanowo Moskwa      | Rosja | Wtoroj diwizion  | 20    | 0    |
| 2018/19 | Czertanowo Moskwa      | Rosja | Pierwyj diwizion | 28    | 0    |
| 2019/20 | Czertanowo Moskwa      | Rosja | Pierwyj diwizion | 8     | 0    |
| 2020/21 | Krylja Sowietow Samara | Rosja | Pierwyj diwizion | 16    | 0    |

## Kariera reprezentacyjna
Łomajew ma za sobą występy w reprezentacji Rosji U-17, U-18, U-19 i U-21. Był w kadrze U-21 w 2021 roku na Mistrzostwach Europy U-21.